# Lucia Azzolina

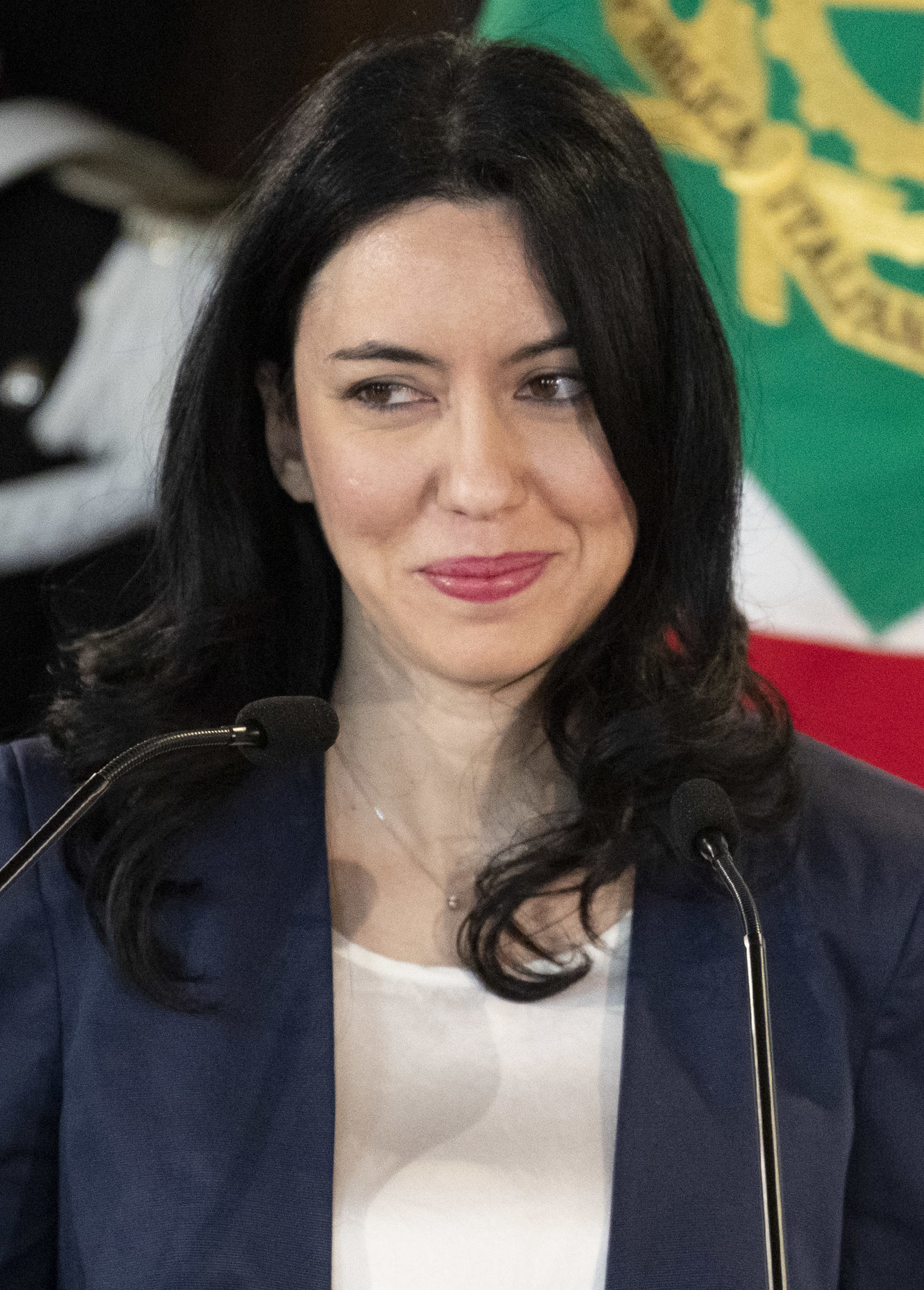
Lucia Azzolina (2021)

Lucia Azzolina (geboren 25. August 1982 in Syrakus) ist eine italienische Politikerin und Lehrerin.
Sie gehörte der Fünf-Sterne-Bewegung an und war vom 10. Januar 2020 bis zum 13. Februar 2021 Ministerin für Unterricht im Kabinett Conte II.

## Leben
Nach dem Besuch des naturwissenschaftlichen Gymnasiums Leonardo da Vinci in Floridia auf Sizilien, studierte Lucia Azzolina an der Universität Catania Philosophie, das sie 2004 erfolgreich abschloss. Anschließend spezialisierte sie sich auf Geschichte der Philosophie. Nach dem Abschluss ihres Studiums besuchte sie erfolgreich die staatliche Spezialisierungsschule für die Lehre an weiterführenden Schulen (italienisch Scuola di specializzazione all’insegnamento secondario), um Philosophie und Geschichte unterrichten zu können.
2008 ging sie nach Ligurien, um in verschiedenen Gymnasien in La Spezia und Sarzana zu unterrichten. Neben ihrer Berufstätigkeit besuchte sie in Pisa einen Weiterbildungskurs, um Behinderte unterrichten zu können, und schrieb sich anschließend an der Universität Pavia ein, um Schulrecht zu studieren.
Nach dem erfolgreichen Abschluss ihres Zweitstudiums, wurde sie im Januar 2014 als Lehrerin an der weiterführenden Schule Quintino Sella in Biella in den Staatsdienst übernommen, ließ sich aber beurlauben, um ihr Rechtsreferendariat abzuschließen. Zugleich war sie als Gewerkschaftsvertreterin der ANIEF an verschiedenen Schulen im Piemont und der Lombardei tätig. 2017 zog sie sich aus der Gewerkschaft zurück, um ihre Tätigkeit als Lehrerin an der Schule in Biella aufzunehmen. Nach dem erfolgreichen Abschluss eines öffentlichen Auswahlverfahrens, wurde Lucia Azzolina im Mai 2019 in die Schulleitung berufen.
Ihre politische Laufbahn begann 2018, als sie für die 5-Sterne-Bewegung bei den Parlamentswahlen im März 2018 im Wahlkreis Piemont 2 für die Abgeordnetenkammer kandidierte und als meist gewählte Kandidatin den zweiten Listenplatz erreichte. Nach ihrer Wahl zur Abgeordneten beschäftigte sie sich in der entsprechenden Parlamentskommission mit Schulfragen. Am 16. September 2019 wurde sie im Kabinett Conte II zur Unterstaatssekretärin im Ministerium für Unterricht, Universitäten und Forschung ernannt. Nach dem Rücktritt Lorenzo Fioramontis und der Aufspaltung des Ministeriums in die Ministerien für Unterricht sowie für Universitäten und Forschung wurde Lucia Azzolina am 10. Januar 2020 als Ministerin für Unterricht vereidigt. Dem seit Anfang 2021 amtierenden Kabinett Draghi gehört sie nicht mehr an.
Die Zeitung La Repubblica berichtete am Tag nach der Vereidigung Azzolinas, dass die für die Schulen zuständige neue Ministerin 2010 Teile ihrer Abschlussarbeit an der staatlichen Spezialisierungsschule für die Lehre aus Handbüchern abgeschrieben hat. Nach Darstellung des Linguisten Massimo Arcangeli sind etwa die Hälfte der ersten drei Seiten der Arbeit Plagiate. Azzolina sagte, es handele sich weder um eine Abschlussarbeit, sondern um einen Praktikumsbericht, noch um Plagiate. Weitergehend äußerte sie sich nicht zu den Vorwürfen und blieb trotz der von der Lega vorgebrachten Rücktrittsforderung im Amt.
Im Juni 2022 gab sie ihren Austritt aus der Fünf-Sterne-Bewegung bekannt und schloss sich der von Luigi Di Maio gegründeten Gruppierung Insieme per il futuro an.